# 互聯網泡沫
互聯網泡沫（又稱科網泡沫或dot-com泡沫）是指1995年至2001年間與資訊科技及互聯網相關的投機泡沫事件。在歐美、亞洲多個股票市場中，互聯網及資訊科技相關企業的股價高速上升，在2000年3月10日納斯達克指數觸及5,408.60的最高點時達到頂峰，且以5,048.62收盤。在此期間，西方國家的投機者看到互聯網板塊及相關領域的快速增长，紛紛向此一方面投机。然而互联网板块的发展是一个繁荣和萧条的周期，互联网热潮有时指持续在1990年代的互联网的稳定商业增长，以及1993年Mosaic浏览器为标志的全球資訊網。
这一时期的标志是通常被称为“.com”的互联网公司不斷成立。公司可以简单地透过在他们名字上添加“e-”前缀或是“.com”的后缀来使其股票价格增长，某作者称其为“前缀投资”。
股价飙升和买家炒作的结合，以及風險投資的广泛利用，為这些企业摒弃标准的商业模式创造温床。它們突破传统模式的底线，转而关注于如何增加市场份额，但大部分最终都投资失败收場。
虽然科技股泡沫破裂，但仍然有不少优秀的互聯網企业生存下来并证明了自己的价值，如電子商務「亚马逊公司」、網絡搜尋引擎「谷歌」、OTT服务「Netflix」、電子支付「PayPal」、門戶網站「雅虎」（現 Apollo 旗下）。

## 出现前
1993年，Mosaic瀏覽器及全球資訊網的出現，令互聯網開始引起公眾注意。1996年，對大部份美國的上市公司而言，一個公開的網站已成為必需品。初期人們只看見互聯網具有免費出版及即時世界性資訊等特性，但逐漸人們開始適應網上的雙向通訊，並開啟以互聯網為媒介的直接商務（電子商務）及全球性的即時群組通訊。這些概念迷住不少年輕人才，他們認為這種以互聯網為基礎的新商業模式將會興起，並期望成為首批以新模式賺到錢的人。
這種可以低價在短時間接觸世界各地數以百萬計人士、向他們銷售及通訊的技術，令傳統商業信條包括廣告業、郵購銷售、顧客關係管理等因而改變。互聯網成為一種新的最佳媒介，它可以即時把買家與賣家、宣傳商與顧客以低成本聯繫起來。互聯網帶來各種在數年前仍然不可能的新商業模式，並引來風險基金的投資。
在泡沫形成的初期，3個主要科技行業因此而得益，包括互聯網網絡基建（如WorldCom)，互聯網工具軟件（如Netscape，1995年12月首次公開招股），及入門網站（如雅虎，1996年4月首次公開招股）。

## 滋長
风险投资家目睹互聯網公司股價的創紀錄上漲，故而出手更快，不再像往常一般地謹小慎微，選擇讓很多競爭者進入，再由市場決定勝出者來降低風險。1998年至1999年的低利率，幫助啟動資金總額的增長。在這些企業家中，大部分缺乏切實可行的計劃和管理能力，卻由於新穎的「DOT COM」概念，仍能將創意出售給投資者。
一個規範的「DOT COM」商業模式依賴於持續的網絡效應，以長期淨虧損經營來獲得市場份額為代價。公司期望能建立足夠的品牌意識，以便收穫以後的服務的盈利率。「快速變大」的口號詮釋這一策略。在虧損期間，公司依賴於風險資本，尤其是首發股票（所募集的資金）來支付開銷。這些股票的新奇性，加上公司難以估價，把許多股票推上令人瞠目結舌的高度，並令公司的原始控股股東紙面富貴。
從歷史上看，網絡經濟的繁榮可被視為類似於其它技術的繁榮——包括1840年代的鐵路，1920年代的汽車和收音機，1950年代的晶體管，1960年代的分時共享計算機，以及1980年代早期的家用電腦和生物技術。

## 股價騰飛
在金融市场裡，股市泡沫是指某一特定行业的股票价格自我持续上升或急速发展。仅当股价崩盘时该术语方可被明确使用。泡沫在投机者注意到股价的快速增长时应预期其会进一步上升而买入，而不是因为其被低估。很多公司因此被严重高估。当泡沫破时，股价急速下挫，许多企业因此破产。
.com模型有天生的缺陷：大量公司在相同的领域均有着相同的商业计划，就是通过网络效应来垄断，很显然，即便计划再好，每一板块的胜出者都只会有一个，因此大部分有着相同商业计划的公司将会失败。实际上，许多板块甚至连支持一家独大的能力都没有。
尽管如此，一小部分公司的创始人在.com股市泡沫的初期公司上市是还是获得巨大的财富。这些早期的成功使得泡沫更加活跃，繁荣期吸引大量前所未有的个人投资，媒体报道人们甚至辞掉工作专职炒股的现象。

## 挥霍无度
根据.com理论，互联网公司的生存依赖于尽快地扩展客户群，即便这会产生巨量年损。“变大或者失去”乃今日之智慧。在市场高度繁荣的情况下，是有可能让有前途的网络公司进行股票IPO（首次公开发行股票）未盈利过-或者在某些情况下甚至还没有任何收入。在那样的情形之下，公司的寿命是靠燃烧率来衡量的：那就是，一个既不盈利的又缺乏可行的商业模式的公司，挥霍完资产的时间。
提高公众意识的行动是网络公司寻求扩大客户群的途径之一。包括电视广告，平面广告以及以专业体育赛事为目标的广告。许多网络公司给自己起了个象征的毫无意义的名字（比如Yahoo!），希望给人留下深刻印象，而不会轻易与竞争对手混淆。2000年1月17日举行的第三十四届超级盃，吸引17家网络公司的赞助，每家为30秒钟广告支付200多万美元。与此形成鲜明对比的是2001年1月35届超级盃举行期间，仅有3家网络公司购买广告。而在2000年4月15日，一家CBS支持的网站iWon.com在CBS一档半小时的，黄金时段播出的节目中，就送给一位幸运的参赛者1000万美元。
毫不奇怪的是，“利润增长”的心态以及“新经济”西方不败的氛围，使得部分公司内部开销大手大脚，比如精心订制商业设施，为员工提供豪华假期等等。支付给高管和员工的是股票期权而非现金，在公司IPO的时候马上就变成百万富翁；而许多人又把他们的新财富投资到更多的网络公司上面。
美国所有的城市都在建造网络化的办公场所以吸引互联网企业家，纷纷谋求成为“下一个矽谷”。通信供应商，由于相信未来经济将需要无处不在的宽带连接，债台高筑地购进高速设备、建设光纤线路以优化网络。生产网络设备的公司，比如思科，从中获利颇丰。
类似地，在欧洲，像德国、意大利及英国等国的移动运营商花费大量现金来购买3G牌照，导致负债累累。投资远远超过其当前和预测的现金流，却直到2001年至2002年间才公开承认。由于IT产业高度关联的自然属性，这迅速导致了依赖运营商合同的小公司的问题产生。

## 消退
在2000年3月，以技术股为主的NASDAQ（纳斯达克综合指数）攀升到5048，网络经济泡沫达到最高点。1999年至2000早期，利率被美联储提高6次，出轨的经济开始失去速度。网络经济泡沫于3月10日开始破裂，该日NASDAQ综合指数到达5048.62（当天曾达到过5132.52），比仅仅一年前的数翻一番还多。NASDAQ此后开始小幅下跌，市场分析师们却说这仅仅是股市做一下修正而已。股指反转及随后的熊市来临有可能是因联邦政府诉微软案的审理触发的。审理宣布微软为垄断的结果，在正式公布的4月3日的几星期前就开始为外界所广泛猜测。
导致NASDAQ和所有网络公司崩溃的可能原因之一，是大量对高科技股的领头羊如思科、微软、戴尔等数十亿美元的卖单碰巧同时在3月10号周末之后的第一个交易日（星期一）早晨出现。卖出的结果导致NASDAQ3月13日一开盘就从5038跌到4879，整整跌4个百分点-全年“盘前（pre- market）”抛售最大的百分比。
3月13日星期一的大规模的初始批量卖单的处理引发抛售的连锁反应-投资者、基金和机构纷纷开始清盘。仅仅6天时间，NASDAQ就损失将近9个点，从3月10日的5050掉到3月15日的4580。
另一原因有可能是为了应对Y2K问题而加剧企业的支出。一旦新年安然度过，企业会发现所有的设备他们只需要一段时间，之后开支就迅速下降。这与美国股市有着很强的相关性。道琼斯指数在2000年1月14日收报11722.98点峰值，盘中一度到达11750.28点，理论峰值到达11908.50。而标准普尔500指数在2000年3月24日收于1527.46点，盘中峰值1553.11点；更为显著的是，英国的富時100指數在1999年的最后一个交易日抵达6950.60的最高值。之后在好几个行业开始进行冻结招聘、裁员甚至合并，尤其是互联网板块。
泡沫破裂也有可能与1999年圣诞期间互联网零售商的不佳业绩有关。这是“变大优先”的互联网战略对大部分企业是错误的的第一个明确和公开的证据。零售商的业绩在3月份上市公司进行年报和季报时被公诸于众。
到了2001年，泡沫全速消退。大多数网络公司在把风投资金烧光后停止交易，许多甚至还没有盈利过。投资者经常戏称这些失败的网络公司为“.炸弹（.Boombs）”或“.堆肥（.compost）”。

## 餘波
2000年1月11日，科網投資者喜愛的撥接上網供應商先鋒AOL（現時為威訊通信旗下）（VZ），收購世界最大的媒體公司時代華納（華納媒體前身，現時為AT&T旗下）（T）。在兩年內，由於意見不合，兩位促成收購的行政總裁先後離任，2003年10月，AOL時代華納把其名字的「AOL」除去。這宗具代表性的收購，證明以新經濟挑戰舊經濟的結果，是舊經濟體仍可繼續生存下去，而當初的樂觀則逐漸消失，分析員則重新以傳統商業思考方式判斷。
多間通訊公司因擴張計劃而造成高額的負債，需把其資產變賣甚至宣佈清盤。當中最大規模的WorldCom則被發現以會計方式誇大其利潤以10億美元計。事件揭發後，其股票價格大跌，短短數日後需申請破產清盤，並成為美國歷史上最大的清盤案。其他例子有NorthPoint Communications、Global Crossing、JDS Uniphase、XO Communications及Covad Communications。市場對高速密集網路的需求最終沒有實現，部份更成為所謂的暗纖（即諷為不會發光的光纖）。分析員估計在未來數十年，仍只有少量的暗纖會復燃。
dot-com公司一間接一間的耗盡資金，並被收購或清盤，域名則被原舊經濟的競爭對手或域名投資者購入。部份公司則被控不誠實誤用股東的資金，美國證券交易委員會對大型投資機構包括花旗集團及美林罰款數百萬美元，以懲罰它們誤導投資者。支援性行業如廣告及運輸業亦需縮減其營運規模，以面對下跌的需求。只有少部份dot-com公司，如Amazon.com及eBay在最後生存下來。
网络经济泡沫的崩溃在2000年3月到2002年10月间抹去IT業界约5万亿美元的市值
。然而最近的研究表明，约有50%的網路公司活过2004年，这反映两个事实：一是公共财富的毁灭不尽然会导致公司关闭，二是网络经济的大部分参与者都只各佔國家經濟總體的小部分，整體可躲过金融市场风暴的冲击。
不过失业的技术专家，如程序設計員，却灌入饱和的就业市场。在美国国际外包和最近允许增加技能签证“客座工人”（近來大量IT業的國際受聘者為印度籍人士），如美国H-1B签证计划使得就業形势进一步恶化。大学裡参与電腦資訊相关的学位课程的新生数出现明显下降，失业者普遍重新回到学校成为会计师或律师。
有人认为，网络经济泡沫的破裂促成美国2008房地产泡沫产生的原因。耶鲁大学的经济学家罗伯特·希勒2005年说：“一旦股市下跌，房地产就成为股市释放的投机热潮的主要出口。还有什么地方可以让冒险的投机者运用他们的交易天赋？很大程度上失败的股票投资者也在通过炫耀大房子来挽回他们受挫的自尊心。这些天来，整个国家能像房地产这样让人痴迷的东西只有扑克牌。”

## 著名dot-com公司列表
- 360Networks：破產
- Amazon.com（亞馬遜）
- Boo.com：破產
- Clarent：冠遠VOIP專業不在台灣上市，直接跳Nasdaq上市，因為做帳問題下市
- eBay
- eToys：破產
- Excite@Home：破產
- Freeinternet.com：美國第五大ISP，在2000年破產[22][23]
- Google：在泡沫爆破後仍能成功進行首次公開招股
- Kibu.com：破產
- Kozmo.com：破產
- Netflix
- PayPal：現為eBay附屬公司，後分拆在Nasdaq上市
- Pets.com：破產
- Priceline.com：現為booking.com
- Tom.com : 依赖香港首富李嘉誠继续经营
- Webvan：破產
- WorldCom：因會計醜聞而停業，其後被威訊收購
- Yahoo!（雅虎）：2016年被併購為Verizon Media付屬公司，現在屬於 Apollo 旗下